# Monthuchon

Monthuchon este o comună în departamentul Manche, Franța. În 1 ianuarie 2022 avea o populație de 702 de locuitori.